# 입암산 (전라도)
입암산(笠岩山)은 대한민국 전북특별자치도 정읍시 입암면과 전라남도 장성군 북하면 사이에 있는 높이 626m의 산이다.
정상부에 위치한 입암산성은 조선 태종 9년(1409년)에 개축한 것으로 사적 384호다. 고려시대에는 송군비(宋君斐)장군이 몽골의 6차 침입을 맞아 이곳에서 몽골군을 물리쳤다고 하며 임진왜란 때에는 윤진이 고니시 유키나가와 싸우다 전사했다.
서쪽 정상에 있는 갓모양의 바위를 속칭 [갓바위]라고 하는데 입암산이란 이름이 이 바위에서 유래되었고 북쪽 산아래 면 이름도 입암면이다. 이곳은 사직제, 기우제를 지내던 곳으로 봉수대로도 사용되었으며 제석암 또는 제석봉이라는 별칭도 가지고 있다.

## 같이 보기
- 한국의 산